# Prachtportal von Drakenburg

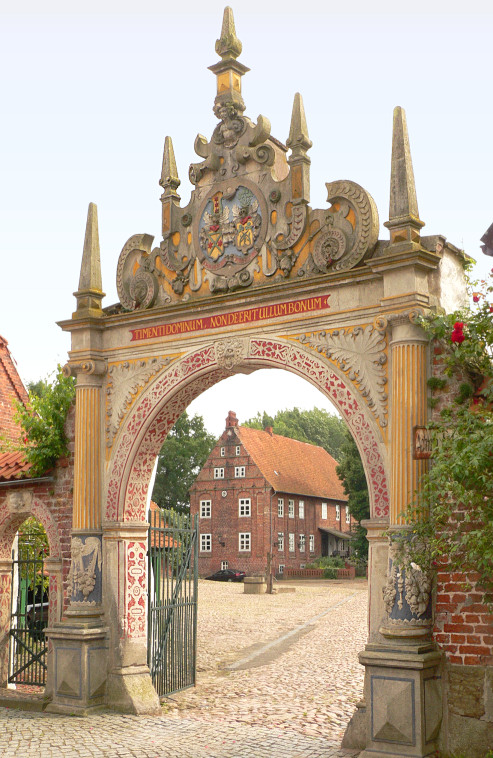
Prachtportal von Drakenburg

Das Prachtportal von Drakenburg ist das frühere Eingangsportal des 1627 im Dreißigjährigen Krieg zerstörten Schlosses Drakenburg.
Heute steht es mit einer kleineren Fußgängerpforte als Hoftor vor dem ehemaligen Schlossgut in Drakenburg.
Das im Renaissancestil gehaltene Portal ist aus hellgrauem Sandstein gefertigt und weist einen Torbogen auf. Laut einer Inschrift ist es 1617 entstanden. Es ist von einem Giebel in Renaissance-Formen bekrönt und zeigt das Wappen der Bauherren (Iohann van Drebbek und Catrina he Demans). Den Torbogen flankieren ionische Säulen mit dekorierten Schäften. Einige Teile des Portals sind farbig gefasst. 
Das Portal weist starke Ähnlichkeiten zum Eingangsportal von Schloss Bückeburg auf. 

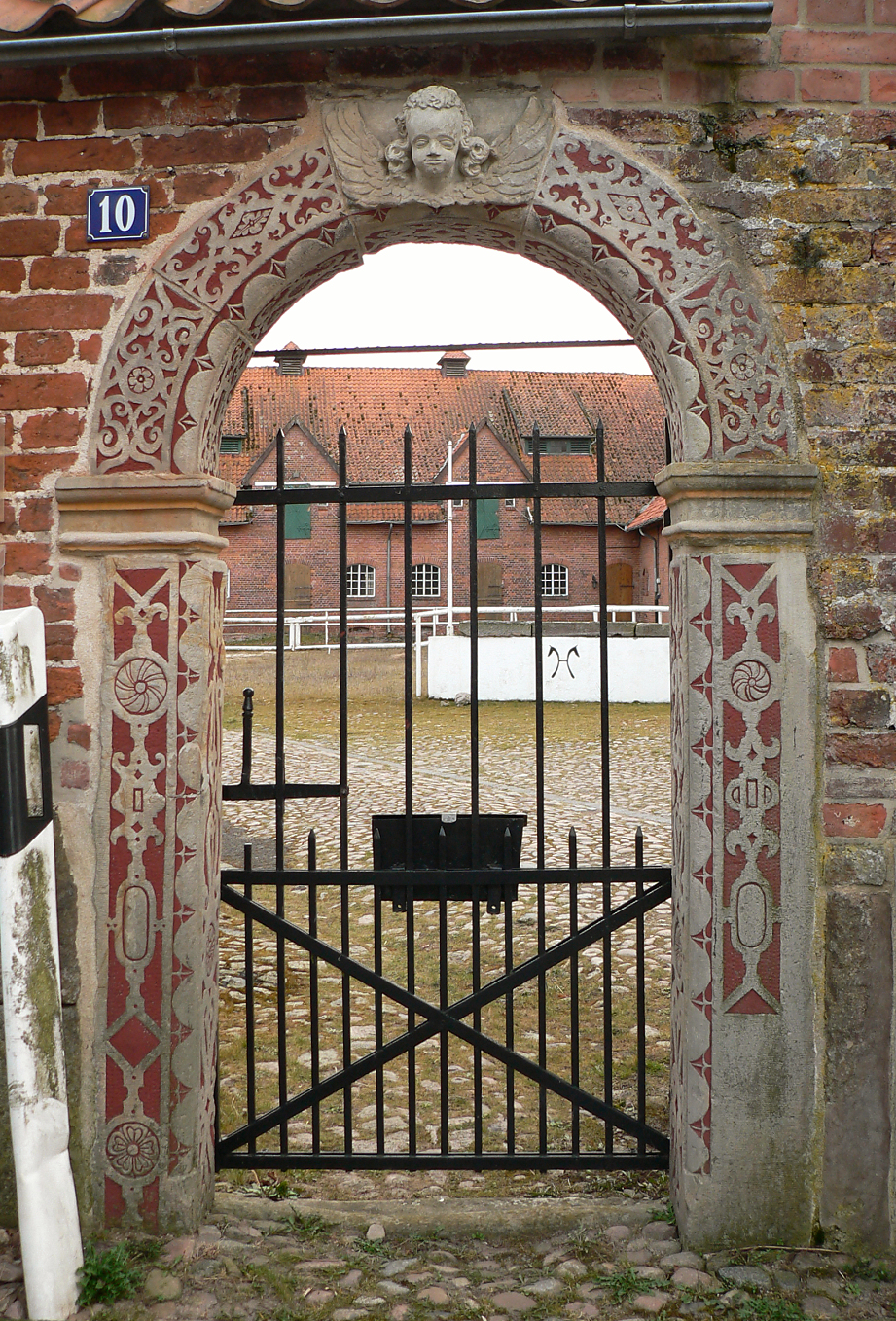
Nebeneingang
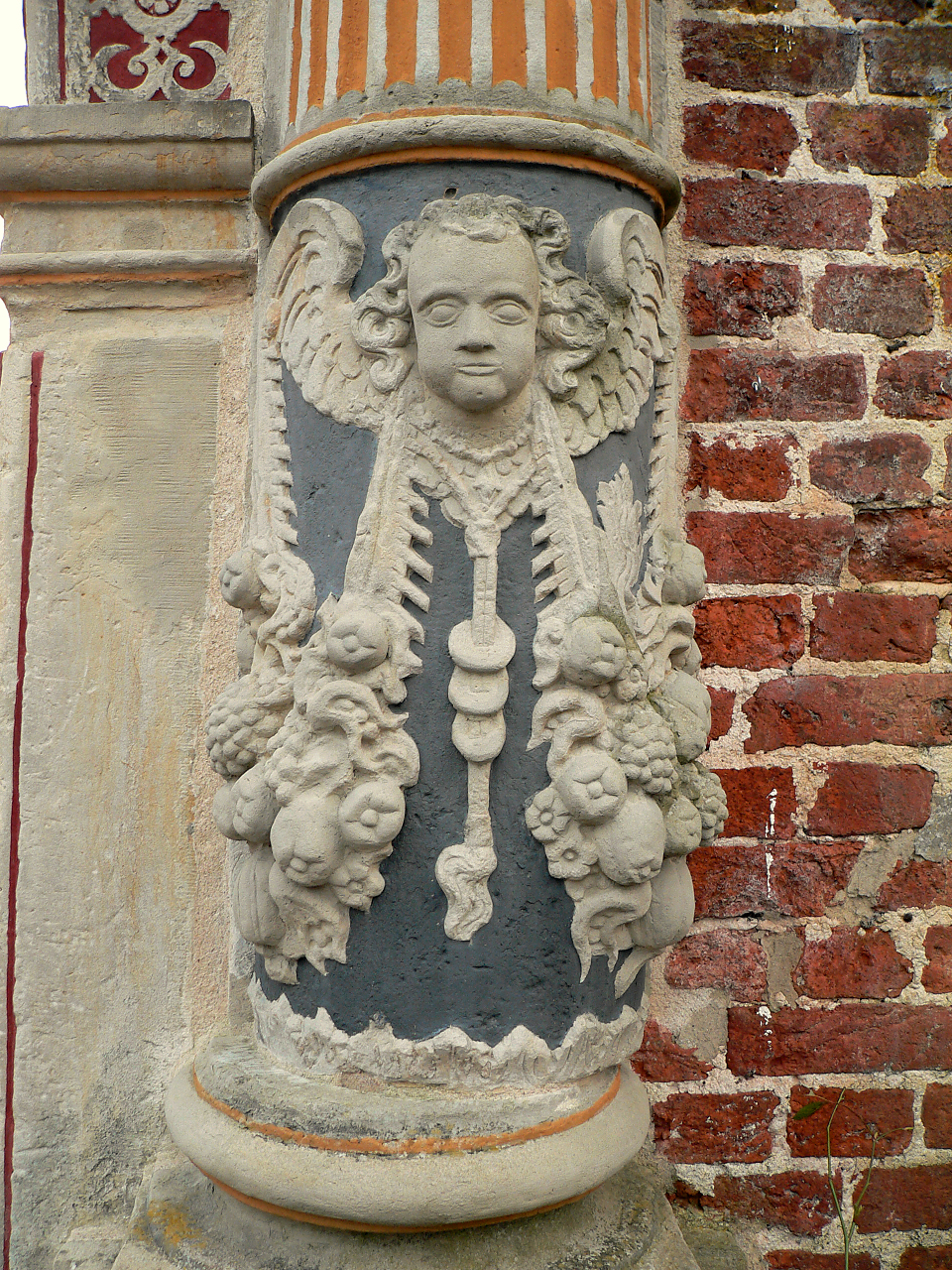
Eine der beiden Figuren am Portal
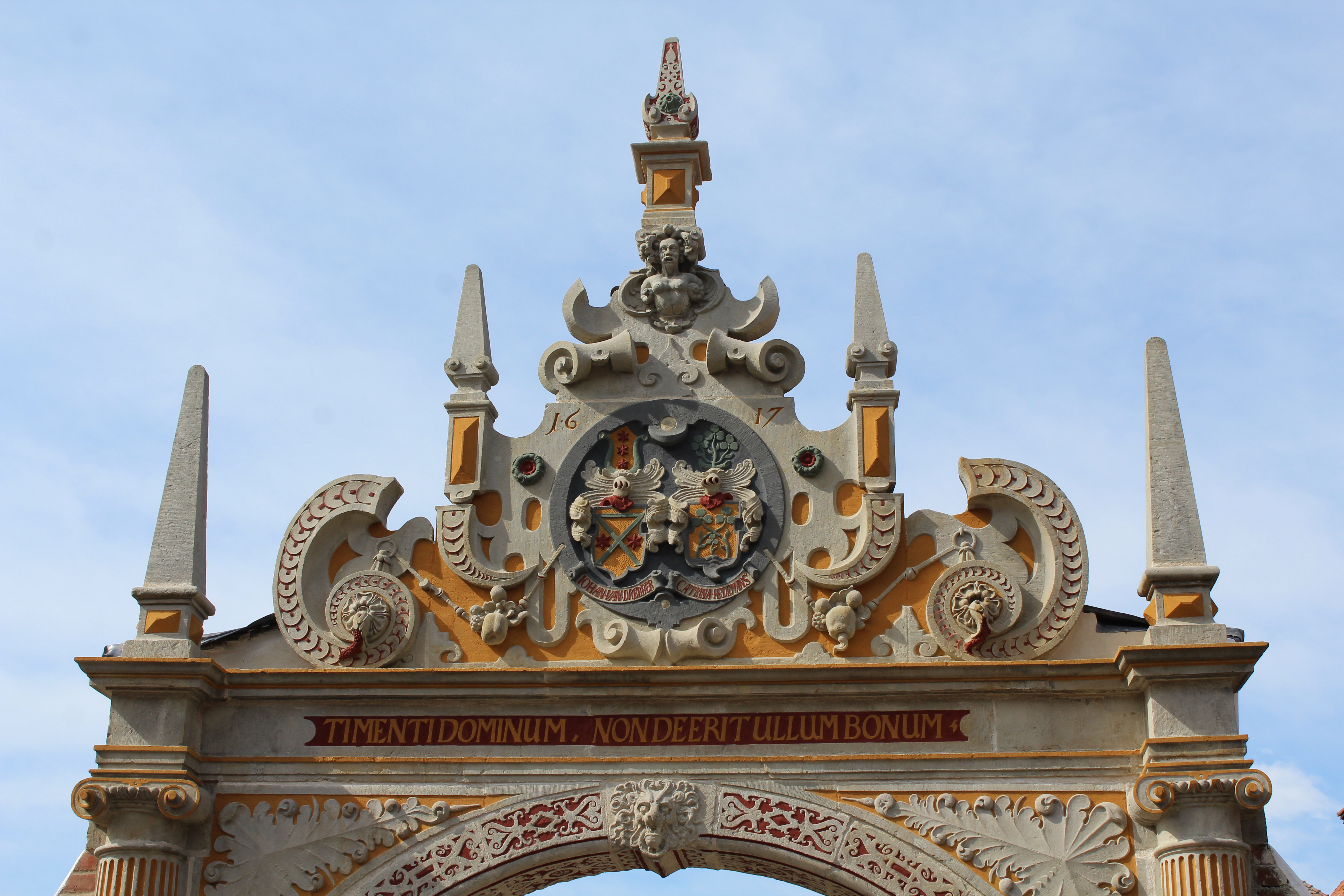
Torgiebel